# Bengbu
Bengbu 蚌埠S, BèngbùP, Peng-puW è una città con status di prefettura della provincia di Anhui, in Cina.

## Geografia antropica

### Suddivisioni amministrative
La prefettura di Bengbu è a sua volta divisa in 4 distretti e 3 contee.
| Nome                   | Cinese (Semplificato / Tradizionale) | Pinyin        | Cap    |
| ---------------------- | ------------------------------------ | ------------- | ------ |
| Distretto di Longzihu  | 龙子湖区 / 龍子湖區                  | Lóngzǐhú Qū   | 233000 |
| Distretto di Bengshan  | 蚌山区 / 蚌山區                      | Bèngshān Qū   | 233000 |
| Distretto di Yuhui     | 禹会区 / 禹會區                      | Yǔhuì Qū      | 233000 |
| Distretto di Huaishang | 淮上区 / 淮上區                      | Huáishàng Qū  | 233000 |
| Contea di Huaiyuan     | 怀远县 / 懷遠縣                      | Huáiyuǎn Xiàn | 233400 |
| Contea di Wuhe         | 五河县 / 五河縣                      | Wǔhé Xiàn     | 233300 |
| Contea di Guzhen       | 固镇县 / 固鎮縣                      | Gùzhèn Xiàn   | 233700 |